# Каплиця Святого Миколая (Київ)
Каплиця Святого Миколая — православна каплиця у Києві, яка розташовувалася на правому березі Дніпра перед Ланцюговим мостом, в районі сучасної станції «Дніпро». Збудована у 1865—1867 роках та зруйнована 1926 року.

## Історія храму
Ідея побудови перед Миколаївським ланцюговим мостом каплиці на честь святого Миколая (і в пам'ять імператора Миколая I, під наглядом якого зводився міст) з'явилася у січні 1861 року. Первісно обговорювалося місце її розташування перед власне мостом, над криницею — гранітним резервуаром, яким завершувалася підземна труба. З цієї труби цілий рік текла приємна на смак питна вода. Також був варіант встановити каплицю трохи далі, у першого закруглення Миколаївського узвозу. Перший проєкт каплиці розробив у травні 1862 року інженер Київського округу шляхів сполучення Михайло Адольфович Бенземан, паралельний проєкт розробив єпархіальний архітектор Павло Спарро. Це мала бути мурована п'ятибанна споруда, прикрашена колонами та ліпниною, в інтер'єрі передбачалися гранітні парадні сходи та підлога, кіот, ваза із лабрадориту, яка мала стати чашею з освяченою водою, що текла з криниці, вікна і двері з різьбленого дуба. Попри те, що 31 січня 1863 року імператор Олександр II затвердив проєкт каплиці, будівництво не розпочиналося. Як виявилося, для того, щоб спорудити каплицю на узгодженому місці над криницею, потрібно було звести позаду неї підпірний мур. Щоб не ускладнювати будівництво і тим самим не збільшувати його кошторис, а також щоб отримати «більш красивий вид місцевості при в'їзді з мосту на Набережне шосе та Микільський узвіз» каплицю вирішили будувати на майданчику біля підошви сходів, що вели на середній відтинок Миколаївського узвозу, тобто практично проти самого мосту. Остаточний проєкт каплиці Олександр II затвердив лише 27 травня 1865 року. Влітку того ж року почалися будівельні роботи, а 12 вересня пройшла урочиста закладка каплиці. Керував будівництвом інженер Михайло Бенземан, відкриття та освячення каплиці відбулося 4 квітня 1867 року.
Нова каплиця підпорядкувалася Микільському монастирю, при ній мешкали призначені монастирем ієромонах і два послушники, для яких пізніше звели житловий будиночок неподалік. Каплиця Святого Миколая була першою київською святинею, яку відвідували прочани, що приходили до Києва з лівого берега Дніпра (тоді це була Чернігівська губернія). Від каплиці вгору вели дерев'яні сходи з 225 сходинок; ними можна було дістатися до Печерська та Києво-Печерської лаври.
У червні 1920 року при відступі з Києва польські війська підірвали Ланцюговий міст, вибух значно пошкодив і каплицю. У 1923 році її закрили, а церковне начиння передали управлінню комунального господарства. У 1924—1925 роках на місці Ланцюгового мосту збудували новий міст, який назвали на честь Євгенії Бош. По мосту планували знову запустити трамвай, тому 25 лютого 1925 року президія Київського губвиконкому вирішила знести каплицю, вважаючи її перешкодою трамвайному рухові. Попри клопотання Управління будівництво мосту про створення у каплиці музею, 26 березня того ж року губвиконком ухвалив знесення каплиці як такої, що «не має ні історичної, ні художньої цінності і … є перепоною для нормального руху трамвая». 11 травня 1926 року Наркомат освіти підтвердив відсутність у каплиці будь-якої історичної цінності, і вже 16 липня того ж, 1926 року ВУЦВК дав дозвіл на знесення споруди, яке, найімовірніше, і здійснили незабаром.

## Опис
Каплиця Святого Миколая була невеликою, мурованою на гранітному цоколі, у плані квадратною — її розміри по зовнішньому контуру становили 3,4 × 3,4 сажня, по внутрішньому — 2,53 × 2,53 сажня, висота каплиці до карниза становила 2,83 сажня. В архітектурі каплиці поєднувалися елементи класицизму та російсько-візантійського стилю. Зовнішні стіни були рустовані, фасади завершувалися кілеподібними фронтонами, під якими були прорізані круглі вікна. Кути споруди підкреслювалися пілястрами, що завершувалися чотирма гранчастими глухими барабанами з невеликими цибулястими банями. Основний об'єм увінчував більший за розміром барабан із напівциркульними вікнами та більшою цибулястою банею. Барабани були декоровані кокошниками. Ікони для каплиці написав академік Петербурзької академії мистецтв Афанасій Рокачевський, деякі деталі інтер'єру, зокрема, різьблені позолочені рами, залізні ґрати, шафу виготовив киянин Корнилій Пимоненко, батько київського художника Миколи Пимоненка.

## Галерея

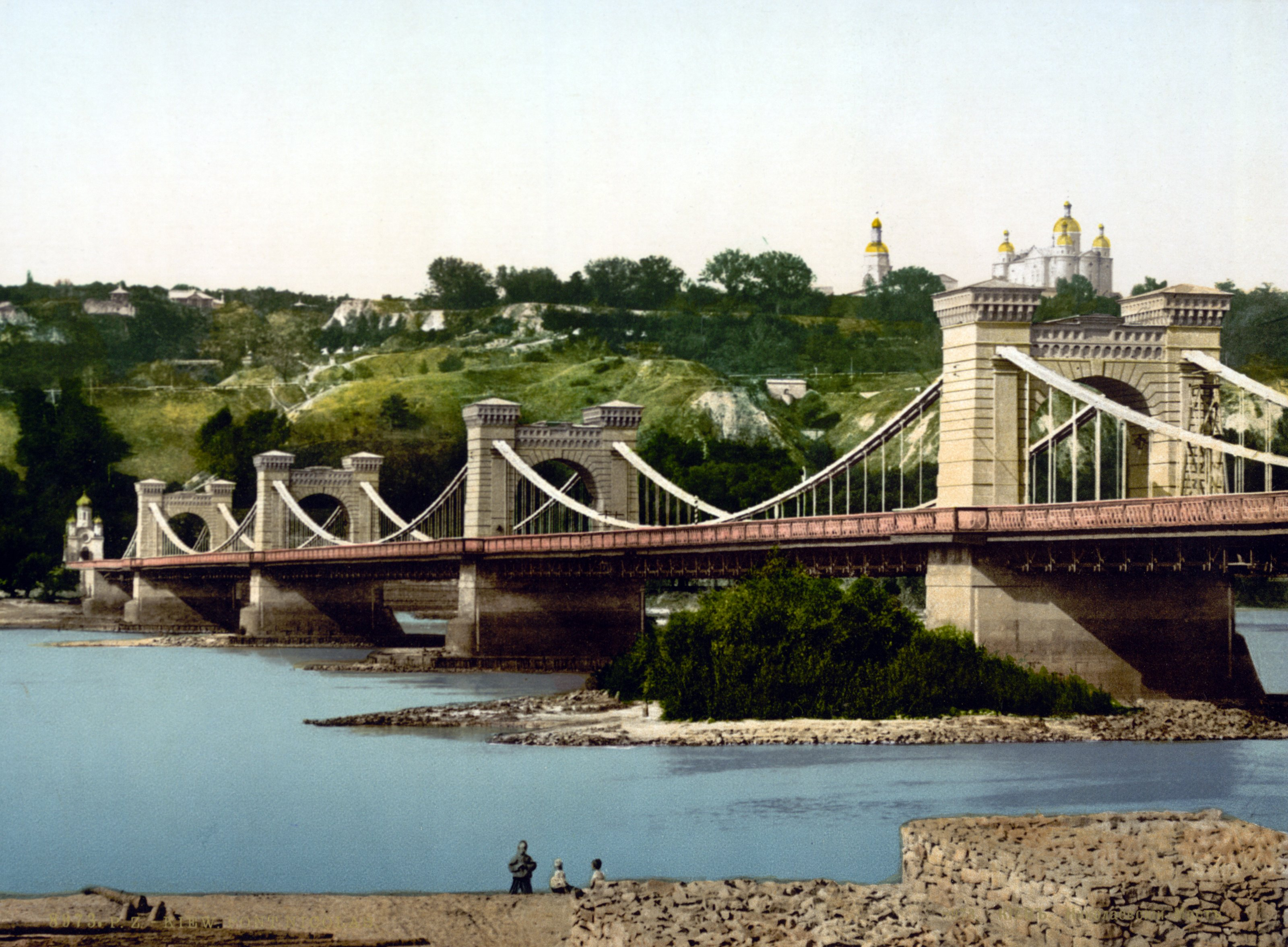
Миколаївський ланцюговий міст. Ліворуч видно каплицю Святого Миколая
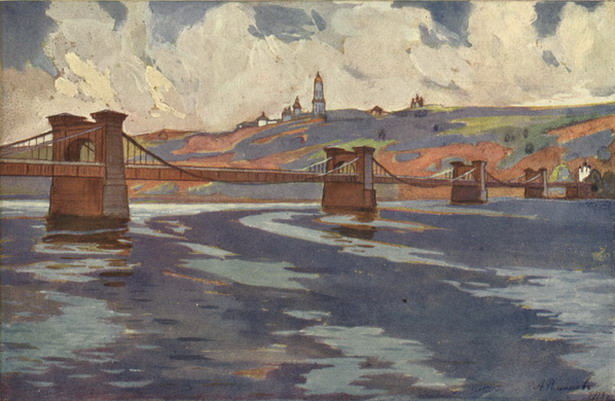
Ланцюговий міст і каплиця на картині художника О. Романова (1913)
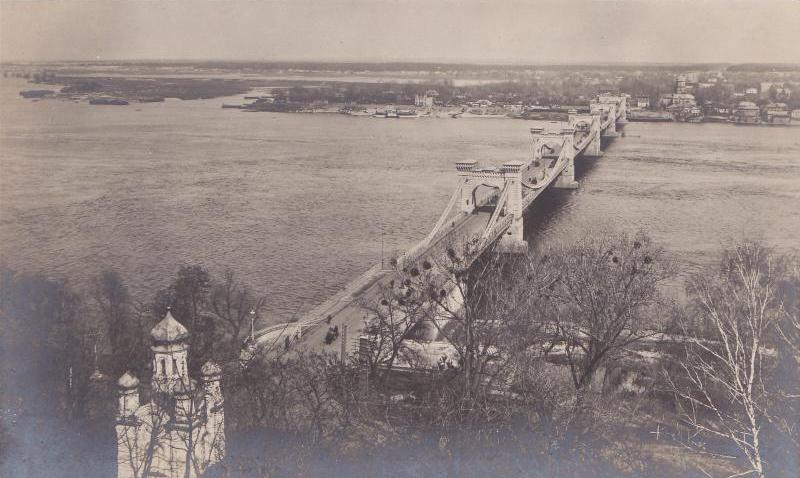
Каплиця та Ланцюговий міст після 1898 року
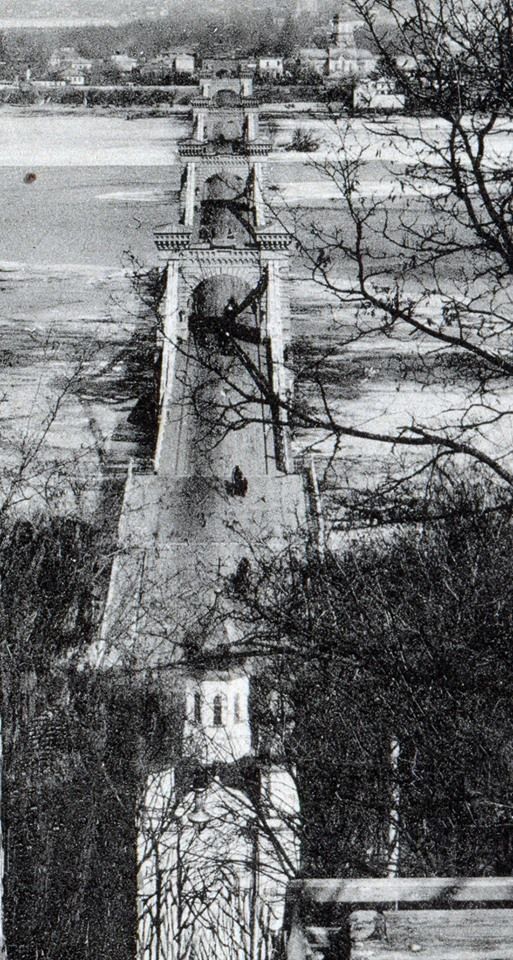
Каплиця Святого Миколая
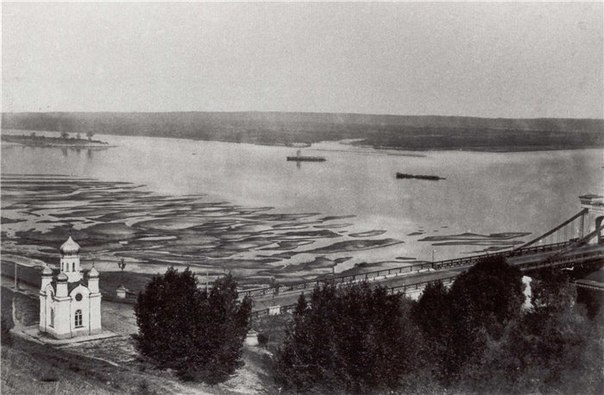
Каплиця Святого Миколая